# Station Nordby
Station Nordby (Noors: Nordby holdeplass), is een halte in Nordby, het noordelijke deel van de plaats Jessheim in fylke Viken  in  Noorwegen. De halte langs Hovedbanen werd geopend in 1932. Nordby wordt bediend door lijn L13 de stoptrein tussen Drammen en Dal